# Севрюков, Фёдор Анатольевич
Фёдор Анатольевич Севрюков (род. 3 июля 1967 года, д. Большое Иголкино Павловского района Нижегородской области) — врач-уролог, заслуженный врач Российской Федерации, учёный и клиницист, уролог, доктор медицинских наук (2012 г), профессор кафедры урологии ПИМУ, заведующий урологическим отделением клиники «РЖД-Медицина» в Нижнем Новгороде (с 1997). Главный уролог «РЖД-Медицина» (с 2017), Заслуженный врач Российской Федерации (2017 г.), Почетный член Академии наук Республики Татарстан (с 2019 г.).
Научные интересы лежат в области изучения заболеваний предстательной железы, научного обоснования и совершенствования диагностики и эндоскопических методов лечения. Индекс Хирша — 20.

## Биография
Родился 3 июля 1967 года в деревне Большое Иголкино Павловского района Горьковской области.
Окончил 8-летнюю школу в селе Малое Иголкино, 9-10 классы окончил в школе № 7 г. Павлово-на-Оке с отличием.
В 1984 году поступил на лечебный факультет Горьковского медицинского института. С 1986 по 1988 год проходил срочную службу в ВС в Группе советских войск в Германии (г. Дрезден) — командир танка, звание — старшина. В 1992 году окончил медицинский институт с красным дипломом.
С 1990 по 1992 год работал медбратом в хирургическом отделении отделенческой больницы на станции Горький-Сортировочный. С 1992 по 1994 год прошел учёбу в клинической ординатуре по урологии в ОКБ им. Семашко в Нижнем Новгороде. С 1994 по 1997 год работал врачом-урологом отделенческой больницы на станции Горький-Сортировочный, с декабря 1997 года по настоящее время является заведующим урологическим отделением, главным урологом Горьковской железной дороги.
С 2001 года ведёт педагогическую деятельность на кафедре урологии в должности ассистента кафедры, с 2013 года — в должности доцента, с 2015 года по настоящее время — профессора кафедры урологии ФГБОУ ВО «Приволжского исследовательского медицинского университета» МЗ РФ. Основное направление педагогической деятельности — последипломная подготовка врачей. С 2017 года является Главным внештатным урологом Центральной дирекции здравоохранения ОАО РЖД.

## Научная деятельность
Ф. А. Севрюков является создателем научной школы плазменной эндохирургии нижних мочевых путей в России. Основным направлением научных исследований Севрюкова Ф. А. является плазменная и лазерная эндохирургия заболеваний предстательной железы.
С 1995 года при непосредственном участии Ф. А. Севрюкова исследуются, развиваются и внедряются в практику малоинвазивные эндоскопические методы лечения урологических заболеваний.
С 2005 года Ф. А. Севрюков впервые в РФ и Европе начал применять плазменные трансуретральные эндохирургические методы лечения доброкачественной гиперплазии простаты на оборудовании компании «Olympus». Совместно с японскими коллегами (Nakagava K. и др.) активно исследовал методы плазменной трансуретральной резекции, вапоризации и энуклеации простаты (с 2008 г.). Результатом послужило совершенствование медицинской техники с уменьшением времени задержки плазменной резекции. Он модифицировал технику плазменной энуклеации, что позволило увеличить верхние допустимые границы удаляемого объёма гиперплазированной простаты трансуретральным доступом и проводить данные операции даже при гигантских размерах железы: в 2011 г. — 350 см3, в 2013 г. — 440 см3. В 2018 г. — уникальный случай в мировой урологической практике, Севрюков Ф. А. осуществил успешную трансуретральную операцию у пациента с объёмом простаты более 500 см3. С 2011 г. им выполнены 144 операции у пациентов с гигантским объёмом простаты (более 250 см³) — это самый большой опыт подобных операций в мире. Из них по предложенной методике он оперировал 10 пациентов с объёмами простаты от 500 см³ до 730 см³. В его клинике данной методике операций обучаются многие российские и зарубежные специалисты.
В настоящее время с целью снижения частоты послеоперационной инконтиненции научные изыскания продолжаются в направлении совершенствования техники выполнения эндоскопических операций.
Дальнейшими научными направлениями его деятельности являются изучение недостатков, ассоциируемых с оперативными неудачами и послеоперационными осложнениями, поиск решений для их устранения или минимизации и повышение безопасности выполнения операций для пациентов высокого операционного риска.
В 1999 году защитил кандидатскую диссертацию на тему «Выбор метода уродинамического обследования больных при определении показаний к оперативному лечению доброкачественной гиперплазии предстательной железы», в 2012 году защитил докторскую диссертацию по специальностям «Урология» и «Общественное здоровье и здравоохранение» на тему: «Медико-социальные и клинико-экономические аспекты профилактики и лечения ДГПЖ».
Ф. А. Севрюков является профессором кафедры урологии им. Е. В. Шахова ГБОУ ВО «Приволжского исследовательского медицинского университета». Проводит обучение врачей-урологов из многих, в том числе и отдалённых регионов России и ближнего зарубежья. Организовал и провел научно-практические конференции и школы с мастер-классами более чем в 30 городах и регионах РФ, а также Казахстане и Грузии. Организатор и активный участник в качестве лектора и оперирующего хирурга на 8 конгрессах по эндоурологии и новым медицинским технологиям.
Имеет 200 научных труда, входящих в РИНЦ, 6 монографий, 12 патентов на изобретение, 8 учебных пособий.
К настоящему времени под его руководством защищены 4 кандидатских и 2 докторских диссертации.
Член редколлегии журнала «Хирургическая практика» и «International journal of medicine and psychology».
В 2019 году избран почётным членом Академии Наук Республики Татарстан, отделение медицинских и биологических наук.

## Деятельность клинициста, педагога, организатора здравоохранения
Имеет сертификаты по специальностям «урология», «онкология», «организация здравоохранения и общественное здоровье», высшую квалификационную категорию по специальности «урология».
Выполняет лечебную работу в урологическом отделении ЧУЗ «Клиническая больница „РЖД-Медицина“ г. Нижний Новгород», в должности заведующего отделением. Ежегодно выполняет около 400 операций различной степени сложности. Руководитель «Учебного центра эндоурологических технологий» (с 2007 г.).
Является главным урологом центральной дирекции здравоохранения ОАО «РЖД», под его руководством ведётся работа в 23 урологических отделениях сети «РЖД-Медицина» — 868 урологических коек, 198 урологов. На 13 научных базах кафедр урологии системы «РЖД-Медицина» под его руководством ведётся научно-практическая деятельность 14 докторами медицинских наук, 36 — кандидатами медицинских наук, вместе со своими коллегами содействует продвижению передовых эндоскопических методов в повседневную практику урологических стационаров.
В 2021 г. назначен главным внештатным специалистом по репродуктивному здоровью мужчин Минздрава России в Приволжском Федеральном округе.
Является членом Европейской ассоциации урологов (EAU), Всемирной ассоциации эндоурологов (WCE), членом Правления Российского общества урологов.

## Государственная и общественная деятельность
Член Центрального Комитета профсоюзов ОАО «РЖД» (2005—2015 гг.)
В 2020 году избран советником председателя комиссии Общественной палаты Нижегородской области по вопросам социальной политики и здравоохранения.

## Научные работы
Ф. А. Севрюков опубликовал более 200 научных и учебно-методических работ. Среди его наиболее известных трудов:
- Гиперплазия предстательной железы: медико-социальные аспекты, современные технологии хирургического лечения. Аполихин О. И., Севрюков Ф. А., Калининская А. А. Москва., 2012.[15]
- Случай успешной плазменной трансуретральной энуклеации аденомы простаты размером 530 см3. Севрюков Ф. А., Накагава К., Кочкин А. Д., Володин М. А., Семенычев Д. В. Урология. 2019. № 2. С. 59-63.[16]
- Плазменная трансуретральная хирургия при доброкачественной гиперплазии простаты. Севрюков Ф. А. Н. Новгород: изд-во «ПИМУ», 2019. — 94с.; ил.[17]

## Награды

### Государственные награды
- Заслуженный врач Российской Федерации (10 сентября 2017 года) — за большой вклад в развитие здравоохранения, медицинской науки и многолетнюю добросовестную работу[18]
- Медаль ордена «За заслуги перед Отечеством» II степени (8 ноября 2023 года) — за большой вклад в развитие медицинской науки и здравоохранения, многолетнюю плодотворную деятельность[19]

### Знаки отличия
- 2002 г. Лауреат премии г. Н.Новгорода в области медицины за работу «Лечение больных доброкачественной гиперплазией предстательной железы».[20]
- 2010 г. Нагрудный знак: «За активную работу в профсоюзе»
- 2012 г. Нагрудный знак: «175 лет железным дорогам России».
- 2018 г. Медаль III степени Выксунской епархии РПЦ «Преподобного Варнавы Гефсиманского»
- 2018 г. Знак «За безупречный труд на железнодорожном транспорте-20 лет»
- 2019 г. Медаль III степени Нижегородской и Арзамасской епархии РПЦ «Святого Благоверного князя Георгия Всеволодовича»
- 2020 г. Почетное звание «Серафимовский врач»
- 2021 г. Знак "Почетный железнодорожник ОАО «Российские железные дороги»
- 2022 г. "Серебренный знак Центральной дирекции здравоохранения ОАО "РЖД"
- 2022 г. Юбилейная медаль «В память 350-летия Нижегородской Епархии»
- 2023 г. Памятная медаль «20 лет открытому акционерному обществу «Российские железные дороги»
- 2024 г. Медаль Котласской и Вельской епархии РПЦ «Святого прп. Лонгина Коряжемского»
- 2024 г. Знак «За безупречный труд на железнодорожном транспорте - 30 лет»

## Семья, досуг
- Жена — Севрюкова Тамара Валерьевна[21], врач-рентгенолог, работает в центре «Тонус».
- Сын — Олег, 1992 г. р., окончил Нижегородский государственный университет физический факультет, работает в институте прикладной физики РАН (г. Нижний Новгород).
- Дочь — Арина, врач-рентгенолог в областном клиническом диагностическом центре.

Доктор Фёдор Севрюков посвящает своё свободное время занятиям йогой, спортом.